# Β-Sedoheptitol
β-Sedoheptitol, (2R,3R,4S,5R,6S)-heptano-1,2,3,4,5,6,7-heptaol, C7H16O7 – alkohol polihydroksylowy o słodkim smaku (cukrol).